# Mallonia patrizii
Mallonia patrizii là một loài bọ cánh cứng trong họ Cerambycidae.